# Kengkou, Guangning
Kengkou (kinesiska: 坑口) är en köping i sydöstra Kina. Den ligger i Guangning härad i staden Zhaoqing i provinsen Guangdong, omkring 110 kilometer nordväst om provinshuvudstaden Guangzhou. Antalet invånare är 21 002. Befolkningen består av 10 496 kvinnor och 10 506 män. Barn under 15 år utgör 23,0 %, vuxna 15-64 år 63 %, och äldre över 65 år 13,0 %.